# Doki Doki! Pretty Cure
DokiDoki! Pretty Cure (ドキドキ！ プリキュア Dokidoki! PuriKyua?) es la décima temporada del anime japonés Pretty Cure, creado por Izumi Todo y producida por Toei Animation. Producida por Toei Animation, esta serie se estrenó el 3 de febrero del 2013 para sustituir a Smile PreCure!, la novena temporada de Pretty Cure. Esta serie es una historia alterna a las nueve temporadas anteriores de Pretty Cure. Con esta temporada se cumplen 10 años de Pretty Cure. Esta temporada terminó el 26 de enero del 2014. También tuvo una versión editada hecha por Saban Brands que le agregó varios cambios al anime como en los nombres de los personajes, nombres de términos, varios diálogos y principalmente en su título, pasando a ser llamada "Glitter Force Doki Doki" esta adaptación fue estrenada en el 18 de agosto de 2017 en la plataforma de Netflix con doblajes en varios idiomas como inglés, español latinoamericano, español peninsular, italiano, vietnamita entre otros, sin embargo Glitter Force Doki Doki no cuenta como un doblaje oficial del anime original de Japón; el día 9 de noviembre de 2024 el doblaje fue eliminado junto al de Glitter Force.

## Argumento
El Reino Trump (トランプ王国 Toranpu Okoku?) es un mundo mágico donde los corazones de todo el mundo viven felices con la guía de su gobernante, la princesa Marie Ange. Sin embargo, un día, una fuerza maligna conocida como Jikochū (ジコチュー?) lit. "egoísmo") atacó el Reino. Pero una guerrera que sirvió Marie Ange, conocida como Cure Sword, defendió de Jikochū al Reino Trump por sí misma antes de ser enviada a la Tierra con sus compañeras hadas para encontrar a la princesa desaparecida. Cure Sword también trajo a sus otras tres hadas que se van a encontrar con tres chicas elegidas para ser sus aliadas.
Una de las hadas, Charles (シャルル Sharuru?), encuentra una chica llamada Mana Aida quien es estudiante de su escuela presidente del consejo. Cuando se encuentre en la torre observatorio de Clover durante el día de orientación de su escuela, Mana se encuentra con un Jikochū que intenta manipular a su corazón, pero se encontró con Charles como él le da el poder de convertirse Cure Heart. Acompañada por Cure Diamond, Cure Rosetta y Cure Sword, las Doki Doki debe luchar para proteger a los corazones de todos desde el trío Jikochū. Un misterioso bebé aparece, haciendo que siempre sea un día emocionante. Las cuatro Cures, siempre con amor en sus corazones, luchan por el bien de nuestro mundo.

## Personajes

### Pretty Cure
Mana Aida ( 相田 マナ Aida Mana?) / Cure Heart (キュアハート Kyua Hāto?)
Seiyū: Hitomi Nabatame
Es una estudiante de secundaria, adora los deportes, es muy inteligente y fue nombrada presidenta del consejo estudiantil. Aun siendo deportista, no le gustan las peleas de cuerpo a cuerpo para resolver sus problemas. Además es la brillante y energética presidenta del consejo estudiantil que está en segundo curso de la Escuela Secundaria Oogai. Es una persona que cree que las acciones dicen más que las palabras, y normalmente empuja a la gente a ayudarla sin preguntarle primero. Tanto los jóvenes como los adultos de su alrededor confían en sus capacidades como líder. Su familia es dueña de un restaurante local llamado "cola de cerdo" (ぶたの Buta no Shippo?). Su potencial para convertirse en una Pretty Cure se despierta durante un viaje en la Torre Clover. En el ataque del grupo Jikochu, es elegida por Sharuru y se transforma por primera vez como Cure Heart. Como Cure Heart, su pelo es de un brillante color amarillo rubio y mantiene la cola de caballo. Su pareja es Sharuru y su tarjeta es el motivo del corazón. Su color de tema es el rosado y como Cure Heart se presenta diciendo ¡Amor desbordante!, Cure Heart! (みなぎる愛！キュアハート！ Minagiru ai! Kyua Hāto!?).
Rikka Hishikawa (菱川 六花 Hishikawa Rikka?) / Cure Diamond (キュアダイヤモンド Kyua Daiyamondo?)
Seiyū: Minako Kotobuki
Rikka es la secretaria del consejo estudiantil en la escuela de secundaria Ogai público por primera vez. Ha sido amiga de Mana desde que su familia se mudó al barrio de Mana hace una década, y que a menudo se queda en la "cola de cerdo" mientras sus padres pasan la mayor parte de su tiempo de trabajo. Rikka siempre ha sido protegida por Mana, lo que hace que Rikka siempre crea en ella, pero también trata de mantener siempre fresca a Mana que siempre está fuera de control. Ella es también una de las diez mejores alumnas de los exámenes nacionales de prueba. Su potencial para convertirse en una Pretty Cure se despierta después de que ella descubre el secreto de Mana. Cuando se transforma en Cure Heart impotente frente a una nueva bestia Jikochū, Rikka decide seguir los pasos de Mana, y Raquel la elige para ser su pareja y ella se transforma en Cure Diamond. Como Cure Diamond, sus cambios son pelo añil en un color celeste y le aparece una cola de caballo. Su pareja es Raquel y su motivo es la tarjeta Diamante. Su color de tema es el azul y como Cure Diamond se presenta diciendo ¡La luz de la sabiduría!, Cure Diamond! (英知の光！キュアダイヤモンド！Eichi no Hikari! Kyua Daiyamondo!?).
Alice Yotsuba  (四葉 ありす Yotsuba Arisu?) / Cure Rosetta (キュアロゼッタ Kyua Rozetta?)
Seiyū: Mai Fuchigami
Alice es la heredera de las empresas Yotsuba Zaibatsu y una estudiante en la prestigiosa academia privada Nanatsubashi. Alice era una compañera de clase de Rikka y Mana durante la escuela primaria, y desde entonces han sido buenas amigas. Ella es una persona amable y cariñosa, pero a menudo hace alarde de riqueza sin pensar. Después de haber aprendido varias artes marciales de su abuelo cuando era niña, Alice llegó a temer su propia fuerza debido a los tiempos en que iba a perder el control cada vez que sus amigas estaban siendo intimidadas y prometió no volver a pelear. Alice se entera del secreto de Pretty Cure a través de su sistema de monitorización que registra sus transformaciones. Ella muestra disposición financiera, pero en realidad decide no unirse a ellas. Pero al darse cuenta de su fuerza que puede utilizar para proteger a las personas más queridas para ella, elige a Lance para transformarse en Cure Rosetta. Como Cure Rosetta, su pelo es castaño y corto gradualmente se alarga y se tiñe de un color naranja. Su pareja es Lance y su motivo es la tarjeta Trébol. Su color de tema es el amarillo y como Cure Rossetta se presenta diciendo ¡El calor del Sol!, Cure Rosetta! (陽だまりポカポカ！キュアロゼッタ！ Hidamari pokapoka! Kyua Rozetta!?).
Makoto Kenzaki (剣崎真琴 Kenzaki Makoto?) / Cure Sword (キュアソード Kyua Sōdo?)
Seiyū: Kanako Miyamoto
Cure Sword es una guardiana real del Reino Trump quien fue al mundo humano para encontrar la princesa Marie Ange después de que su reino fue invadido y reducido a ruinas por Jikochu, muriendo en combate sus 3 anteriores compañeras y mentoras Cure. Ella tiene un gran sentido de la responsabilidad, siempre sintiendo remordimiento por no proteger a la princesa. Como Cure Sword, su compañero de hadas es Dabyi y su motivo es la tarjeta espada. Por razones desconocidas, utiliza el nombre japonés "Makoto Kenzaki" que existe en el mundo humano como una idol popular, que sus aficionados llaman MakoP (まこぴー Mako pi?), apareciendo en numerosos conciertos y publicidad. Su identidad como Pretty Cure se filtró con Cure Heart a través del sistema de monitoreo de Alice. Al principio, ella prefiere trabajar sola, a menudo rechazando la ayuda de las demás Pretty Cure. Ella finalmente revela su identidad a las nuevas Pretty Cure y se une a ellas. Su color de tema es el púrpura y como Cure Sword se presenta diciendo ¡La espada del valor!, Cure Sword! (勇気の刃！キュアソード！ Yūki no Yaiba! Kyua Sōdo!?).
Aguri Madoka (円 亜久里 Madoka Aguri?) / Cure Ace (キュアエース Kyua Ēsu?)
Seiyū: Rie Kugimiya
Cure Ace es una guerrera misteriosa que aparece por primera vez en el episodio 22 salvando a las Pretty Cure de los ataque de Regina. Más tarde se revela como Aguri Madoka y se transforma con ayuda de Ai. Ella simboliza el As. Su color de tema es el rojo y como Cure Ace se presenta diciendo ¡La carta del triunfo del amor!, Cure Ace! (愛の切り札！キュアエース！ Ai no kirifuda! Kyua Ēsu!?).

### Reino Trump
Sharuru (シャルル Sharuru?)
Seiyū: Kumiko Nishihara
Es el hada de Mana/Cure Heart, ella tiene un corazón apasionado y siempre trabaja duro, al igual que su compañera. Es un hada con forma de conejo. Es la más pasional de las cuatro mascotas, tiene un corazón apasionado y siempre trabaja duro. Termina todas sus frases con "sharu".
Raquel (ラケル Rakeru?)
Seiyū: Yuka Terasaki
Es el hada de Rikka/Cure Diamond, ella es de fiar ya que se le puede contar cualquier cosa, al igual que su compañera. Es un hada con forma de perro. Es la más confiable de las demás mascotas, al igual que su compañera. Termina todas sus frases con "quel".
Lance (ランス Ransu?)
Seiyū: Ayaka Ōhashi
Es el hada de Alice/Cure Rosetta, él es el más pequeño de sus compañeros también el más mimado. Es un hada con forma de oso. Es el más joven de las cuatro mascotas, y un poco mimado. Termina todas sus frases con "delance".
Dabyi (ダビィ Dabyi?)
Seiyū: Yumi Uchiyama
Es el hada de Cure Sword, ella es muy independiente como su compañera aunque se preocupa por ella. Es un hada con forma de gato. Se puede transformar en humana adoptando el papel de mánager de Makoto. Termina todas su frases con "dabyi".
Princesa Marie Ange (マリー・アンジュ王女 Marī Anju Ōjo?)
Seiyū: Yuka Imai
Es la Reina del Reino Trump, quien envía a las hadas en busca de las guerreras legendarias Pretty Cure, para salvar su tierra.
Ai (アイちゃん Ai-chan?)
Seiyū: Yuka Imai
Una bebé con alas que surgió de un huevo misterioso encontrado en la tienda de Joe. Ella posee Lovies Cure que produce una botella de leche cuando se utiliza con el Love comune, lo que sugiere que está vinculado de alguna manera al Reino Trump. Ella también tiene varios poderes mágicos y a menudo dice ser "¡~kyuppi!" o "¡ai~!". A ella le gusta mucho jugarle bromas a la gente diciendo "¡~kyuppirapa!". Aparece por primera vez en el episodio 8.
Cure Empress (キュアエンプレス  Kyua Enpuresu?)
Seiyū: Mayumi Iizuka
Una chica que se convirtió en Pretty Cure hace 10.000 años y luchó contra las fuerzas de Jikochu junto a sus compañeras Cure Magician y Cure Priestess. Ella era la líder del trío y portadora del Magical Lovely Pad, y su hada compañera era Melan. Lleva el nombre de La Emperatriz, la tercera de los Arcanos Mayores del Tarot y su color es el verde.
Melan (メラン Meran?)
Seiyū: Seria Fukagawa
Una hada parecida a una tortuga que puede adoptar una forma dracónica. Ella era la compañera de Cure Empress y la ayudó en la batalla de su equipo contra los Egoístas hace 10.000 años, y en el presente somete a los Cures a una prueba para determinar si son dignos de poseer el Magical Lovely Pad.
Cure Magician (キュアマジシャン Kyua Majishan?)
Una chica desconocida que se convirtió en Pretty Cure hace 10.000 años y luchó contra las fuerzas de Jikochu junto a sus compañeras Cure Empress y Cure Priestess. Lleva el nombre de El Mago, el primero de los Arcanos Mayores del Tarot y su color era el rojo, además de ser la usuaria original de la Guja del Dragón Milagroso, usado posteriormente por Regina. Solo aparece como una silueta.
Cure Priestess (キュアプリーステス Kyua Purīsutesu?)
Una chica desconocida que se convirtió en Pretty Cure hace 10.000 años y luchó contra las fuerzas de Jikochu junto a sus compañeras Cure Empress y Cure Magician. Lleva el nombre de La Sacerdotisa, la  segunda de los Arcanos Mayores del Tarot y su color era el azul, además de ser la usuaria original de la Corona Dorada Eterna, usada posteriormente por Aguri. Solo aparece como una silueta.
Cure Deuce (キュアデュース Kyua De~yūsu?)
Una de las senpai y antiguas compañeras de Makoto, junto a Cure Cater y Cure Sice. Las tres sacrificaron sus vidas para acabar con Lust y Goma. Está basada en las cartas del número 2 de la baraja y su nombre fue revelado en la secuela novela.
Cure Cater (キュアケイト Kyua Keito?)
Una de las senpai y antiguas compañeras de Makoto, junto a Cure Deuce y Cure Sice. Las tres sacrificaron sus vidas para acabar con Lust y Goma. Está basada en las cartas del número 4 de la baraja y su nombre fue revelado en la secuela novela.
Cure Sice (キュアサイス Kyua Saisu?)
Una de las senpai y antiguas compañeras de Makoto, junto a Cure Deuce y Cure Cater. Las tres sacrificaron sus vidas para acabar con Lust y Goma. Está basada en las cartas del número 6 de la baraja y su nombre fue revelado en la secuela novela.

### Egoísmo (Jikochu)
Egoísmo (ジコチュー Jikochū?) son los villanos de la serie, un grupo de villanos demoniacos y oscuros que buscan crear deseos egoístas en energía Janergy para revivir a su gran rey y líder, buscando crear un mundo donde las personas solo piensen en sí mismos.
Proto Jikochu (プロトジコチュー Proto Jikochuu?)
Seiyū: Masami Iwasaki
El antagonista real de la serie, que representa al pecado original. Una entidad maligna sellada dentro de la Corona Dorada Eterna por las tres legendarias Pretty Cure: Cure Empress, Cure Priestess y Cure Magician, hace diez milenios, que fue liberado después de que el Rey Trump rompiera su sello cuando usó la Corona Dorada Eterna para encontrar una manera de curar a su hija Marie Ange, poseyendo al rey y haciendo que se convirtiera en el rey Jikochu. Después de que el rey Jikochu es destruido, Proto Jikochu elige a Bel como su nuevo anfitrión antes de que Cure Heart lo mate definitivamente en su forma final.
Rey Jikochuu (キング ジコチュー King Jikochuu?) / Rey Trump (キング トランプ King Trump?)
Seiyū: Hōchū Ōtsuka
El líder de los Jikochu que representa representa el pecado original. Posteriormente revela como el padre de Marie Ange: el Rey Trump quien decidió curarla, pero cuando abrió la Corona Dorada Eterna, también liberó al Proto Jikochu, que la poseía, tomando control de su cuerpo. Luego creó un ejército de Jikochu a partir de sus súbditos antes de que su hija lo sellara en piedra, resultando en su división en Regina y Aguri. Sus agentes trabajan para revivirlo usando la energía de las psiques de las personas, y finalmente lo revivieron para invadir la Tierra. En el ep.46 se reveló que el Rey Trump todavía existe con el Rey Jikochu, y la encarnación de Marie Ange lo extrae antes de que Pretty Cure destruya al Rey Jikochu, quedando solo un fragmento que contiene el Proto Jikochu.
Regina (レジーナ Regīna?) / Cure Joker (キュアジョーカー Kyua Jōkā?)
Seiyū: Kumiko Watanabe
Es una misteriosa chica que lleva un vestido negro que dice ser la segunda al mando del Trío Jikochu además de que es la hija del rey Jikochu. Ella no tiene alas de murciélago detrás de las orejas a diferencia de los otros miembros de Jikochu. Aparece por primera vez en el episodio 12, y es derrotada por Cure Ace en el episodio 23. Al final de la serie es purificada y se une a las Pretty Cure, al descubrirse que ella y Cure Ace son hermanas gemelas, ambas originalmente siendo la princesa Marie Ange, dividida en dos. En la secuela novelizada, Regina se convierte en la 6.ª Cure miembro del equipo, Cure Joker, cuyo color principal es el negro y como Cure Joker se presenta diciendo ¡La última carta del triunfo!, Cure Joker! ¿Quieres probar un encuentro emocionante conmigo? (最後の切り札、キュアジョーカー！私とわくわくランデヴーしてみない？ Saigo no kirifuda, Kyua Jōkā! Watashi to wakuwaku randevū shite minai??).
Beel (ベール Beru?)
Seiyū: Kazuhiro Yamaji
Beel aparece como un hombre visto a menudo con gafas de sol. El líder del Trío Jikochu y uno de los siete generales representantes de los pecados capitales, que se enfrenta a las Pretty Cure al principio de la serie. Es un hombre barbudo que usa gafas de sol. Después de matar a Leva y Gula por su Janergy, Bel creó los Anillos de Sangre para darles poder a Ira y Marmo y obligarlos a servirle. Pero luego pierde los Anillos de Sangre después de que Pretty Cure los destruye y es depuesto al regreso de Regina. Al final, aunque tenía la intención de ganar poder consumiendo el fragmento superviviente del Rey Jikochu, se convierte en un recipiente para el Proto Jikochu y es purificado de nuevo a su verdadera forma, una rata con alas de murciélago, tras su muerte. Representa el pecado de la Pereza y su nombre deriva de Belphegor, el demonio que lo representa.
Marmo (マーモ Mamo?)
Seiyū: Atsuko Tanaka
Una miembro del Trío Jikochu y una de los siete generales representantes de los pecados capitales. Marmo aparece como una mujer a menudo vista con ropa pesada de invierno. Una mujer mandona que viste un conjunto asimétrico: la mitad es un vestido sin mangas y la otra mitad está confeccionada con ropa de invierno. Tiene el pelo largo de color blanco azulado, ojos amarillos y alas de murciélago negras detrás de las orejas. También puede consumir los corazones oscuros que forman el Jikochu para transformarse en un poderoso monstruo. Al final, ella e Ira se rinden tras la derrota de Proto Jikochu. Ella representa el pecado de la avaricia y su nombre deriva de Marmon, el demonio que lo representa.
Īra (イーラ Īra?)
Seiyū: Mayumi Tanaka
Uno de los miembros del Trío Jikochu y uno de los siete generales representantes de los pecados capitales. Īra aparece como un joven adolescente con alas de murciélago detrás de las orejas. A menudo se agita cuando es mal visto. Esbmalcriado y con mal genio que es uno de los miembros del trío egoísta. Tiene cabello corto de color blanco azulado, ojos amarillos y alas de murciélago negras detrás de las orejas. En el episodio 26, se enamora de Rikka mientras ella lo cuida después de que le alcanza un rayo y sufre amnesia. Al final, él y Marmo se rinden y huyen tras la derrota de Proto Jikochu. Representa el pecado de la ira, y su nombre se deriva del latín.
Leva (リーヴァ Rīva?)
Seiyū: Nobuo Tobita
Uno de los siete generales representantes de los pecados capitales. Un hombre barbudo que usa maquillaje y sombrero de copa, que habla de manera afeminada y se refiere a Bel con el sufijo "-chan". En el episodio 31, después de ser derrotado por Lovely Straight Flush en su forma combinada, Bel lo mata a él y a Gula por su Janergy. Representa la envidia y su nombre deriva del Leviatán, el demonio que la representa.
Gula (グーラ Gūra?)
Seiyū: Masuo Amada
Uno de los siete generales representantes de los pecados capitales. Un hombre corpulento y musculoso con dientes muy afilados al que le gusta comer y puede morder cualquier cosa. En el episodio 31, después de ser derrotado por Lovely Straight Flush en su forma combinada, Bel lo mata a él y a Leva por su Janergy. Representa la gula y su nombre se deriva del español.
Lust (ルスト Rusuto?)
Uno de los siete generales representantes de los pecados capitales, quien murió antes de los sucesos de la serie junto a las excompañeras Pretty Cure de Cure Sword. Lust era un musculoso hombre alto con un brazo mecánico y una cola de caballo. Representa el pecado de la Lujuria y su nombre viene de Lust, Lujuria en inglés. Durante los sucesos de la novela secuela, revive al lado de Goma.
Goma (ゴーマ Gōma?)
Uno de los siete generales representantes de los pecados capitales, quien murió antes de los sucesos de la serie junto a las excompañeras Pretty Cure de Cure Sword. Goma era un atractivo hombre de pelo rosado quien vestía traje rosado. Representa el pecado de la Soberbia y su nombre viene de Goman, orgullo en japonés. Durante los sucesos de la novela secuela, revive al lado de Lust.
Jikochū (ジコチュー Jikochū?)
Seiyū: Masami Iwasaki
Es el monstruo que ataca a las Pretty Cure. Se forman cuando la gente del grupo Jikochū quiere manipular los pensamientos egoístas en los corazones de los pueblos, convirtiéndolo en un corazón negro con alas de murciélago conocido como Psique (プシュケー Pushukē?), que brota de su cuerpo y es utilizado para invocar al Jikochū. Al ser una forma de realización de los deseos de su hombre, los Jikochū actúan sobre el impulso de ese deseo de cometer actos de caos para lograr su objetivo. Cuando un Jikochū es derrotado por un ataque de purificación, la Psique se purifica en un corazón puro, con alas de ángel y vuela de regreso a su legítimo propietario. En la versión inglesa es llamado Distain

### Otros personajes
Sebastian (セバスチャン Sebasuchan?)
Seiyū: Izo Oikawa
El jefe de los coperos de Yotsuba Zaibatsu. El anciano es muy leal a Alice y puede cumplir cualquiera de sus órdenes de inmediato.
Joe Okada (岡田ジョー Okada Jō?) / Jonathan Klondike (ジョナサン・クロンダイク Jonasan Kurondaiku?)
Seiyū: Takahiro Sakurai
Un comerciante misterioso que dio a Mana, Rikka y Alice el misterioso Cure Lovies. Posteriormente se revela como un caballero del Reino Trump y ex prometido de Marie Ange, quien ayuda a las Pretty Cure.
Ayumi Aida (相田 あゆみ Aida Ayumi?)
Seiyū: Harumi Ueda
Es la Madre de Mana, trabaja en el restaurante Pig's Tail".
Kentaro Aida (相田 健太郎 Aida Kentarō?)
Seiyū: Nobuaki Kanemitsu
Es el Padre de Mana, que es el chef de "Pig Tail", que es famoso por su comida.
Sokichi Bando (坂東 宗吉 Bandō Sōkichi?)
Seiyū: Akihiko Ishizumi
Es el abuelo materno de Mana que ocasionalmente discute con Kentaro para saber quién es el mejor cocinero.
Yuuzou Hishikawa (菱川 雄三 Hishikawa Yūzō?)
Seiyū: Takeshi Maeda
Es el padre de Rikka es un fotógrafo muy conocido que trabaja en el extranjero.
Ryoko Hishikawa (菱川 亮子 Hishikawa Ryoko?)
Seiyū: Atsuko Yuya
La madre de Rikka, que es una doctora.
Seiji Yotsuba (四葉 一郎 Yotsuba Seiji?)
Seiyū: Mugihito
Era el difunto abuelo de Alice, él era un gran maestro de artes marciales.
Ichiro Yotsuba (四葉 一郎 Yotsuba Ichirō?)
Seiyū: Hidetoshi Nakamura
El padre de Alice y presidente de Empresas Yotsuba.
Shouko Yotsuba (四葉 祥子 Yotsuba Shōko?)
La madre de Alice.
Hiromichi Yotsuba (四葉 ヒロミチ Yotsuba Hiromichi?)
El hermano mayor de Alice e interés amoroso de Mana. Fue el anterior presidente del Consejo Estudiantil y quien inspiró a Mana a volverse la presidenta del Consejo Estudiantil. Fue eliminado de la historia original, pero fue reintroducido en la secuela novelizada.
Jun Saotome (早乙女 純 Saotome Jun?)
Seiyū: Chihiro Suzuki
Un compañero de clases de Mana, Rikka y Makoto, quien sueña volverse presidente del Consejo Estudiantil como Mana a quien admira. Al final de la serie, sustituye a Mana como presidente del Consejo Estudiantil y cumple su sueño.
Hiroshi Juujou (十条 博士 Jūjō Hiroshi?)
Seiyū: Shusaku Shirakawa
El vicepresidente del Consejo Estudiantil.
Takuya Nikaido (二階堂 拓也 Nikaidō Takuya?)
Seiyū: Takuya Satō
Es un compañero de clase Mana, Rikka y Makoto, quien es un chico arrogante y travieso.
Tsuabasa Momota (百田翼 Yashima Chihiro?)
Seiyū: Tsubasa Sakurai
Es un compañero de clase Mana, Rikka y Makoto, quien es un chico amable y generoso.
Chihiro Yashima (八嶋 千洋 Yashima Chihiro?)
Seiyū: Chihiro Ikki
Es una compañera de clase Mana, Rikka y Makoto que tiene vomitos cuando hace calor en el autobús.
Mimura (三村 Mimura?)
Seiyū: Yōhei Ōbayashi
Es uno de los compañeros de clases de Mana, Rikka y Makoto, siendo fan de esta última.
Kyoda (京田 Kyōda?) y Chiba (千葉 Chiba?):
Seiyū: Ayumi Fujimura (Kyoda) y Satomi Moriya (Chiba)
Las miembros del club de softbol, la capitana es Chiba.
Prof. Kido (城戸 先生 Kido-sensei?)
Seiyū: Issei Maeda
Es el maestro de Mana, Rikka y Makoto en la Escuela Secundaria Oogai.
Eru Morimoto (森本 エル Morimoto Eru?)
Seiyū: Satomi Moriya
La compañera de clase de Aguri.
Michiko (美智子 Michiko?)
Seiyū: Satomi Moriya
Una chica que se perdió a su madre en la Torre Trébol.

### Personajes Exclusivos de la Película
Bebel (べベル Beberu?) / Isuzu Bando (坂東いすず Bando Isuzu?)
Seiyū: Kazuko Sugiyama
Un hada azul en forma de conejo que ayuda a las Pretty Cure durante la película. Al final se revela que es la reencarnación de Isuzu Bando, la abuela materna de Mana. Al final de la película decide regresar al cielo con Marsh, para ambos cuidar de Mana desde ahí.
Marsh (マシュー Mashū?) / Mallow (マロ Maro?)
Seiyū: Shōsuke Tanihara
El villano inicial de la película, un hombre atractivo de pelo blanco que toca un clarinete con magia oscura y quien tiene un interés profundo en Mana. Posteriormente se revela que Marsh es la reencarnación de Mallow, el fallecido perro mascota de Mana, quien fue manipulado por Clarinet. Al final de la película ayuda a las Pretty Cure y posteriormente decide regresar al cielo con Bebel, para ambos cuidar de Mana desde ahí.
Clarinet (クラリネット Kurarinetto?)
Seiyū: Masaru Ikeda
El verdadero villano de la película, el clarinete usado por Marsh, a quien manípulo con sus propias intenciones. Clarinet solía ser un instrumento normal que logró obtener conciencia propia al entrar en contacto con Marsh, a quien corrompio, y su objetivo es viajar al futuro para acabar con las Pretty Cure, usando a Marsh para obtener sus metas. Al final de la historia logra ser destruido.
Mannequin Carmine (マネキンカーマイン Manekin Kāmain?)
Seiyū: Mayumi Asano
Una de los sirvientes de Marsh en forma de reloj, quien es destruida Cure Sword y Cure Ace.
Silver Clock (シルバークロック Shirubā Kurokku?)
Seiyū: Minoru Inaba
Uno de los sirvientes de Marsh en forma de muñeca, quien es destruida por Cure Diamond y Cure Rosetta.
Purple Buggy (パープルバギー Pāpuru Bagī?)
Seiyū: Hisao Egawa
Uno de los sirvientes de Marsh en forma de bicicleta, quien es destruido por Cure Diamond y Cure Rosetta.

### Personajes Exclusivos de All Stars New Stage 2
EnEn (エンエン EnEn?)
Seiyū: Sakiko Tamagawa
Un hada anaranjada de la Fairy Academy quien desea convertirse junto a su amigo Gureru en un hada compañero de alguna Pretty Cure.
Gureru (グレル Gureru?)
Seiyū: Rikako Aikawa
Un hada mapache marrón de la Fairy Academy quien desea convertirse junto a su amigo Gureru en un hada compañero de alguna Pretty Cure.
Kage (影 Kage?)
Seiyū: Chika Sakamoto
El villano principal de la película, una sombra similar en forma a Gureru, quien quiere atrapar a las Pretty Cure y sus hadas. Puede duplicarse y tomar forma de distintos animales. Al final se revela que es la sombra de Gureru y un reflejo de sus emociones de vació al no poderse convertir en un hada con una Pretty Cure unidas al Shadow Crystal. Gureru lo confronto y acepta sus emociones, abrazando y absorbiendo a Kage, quien deja atrás al Shadow Crystal.

### Personajes Exclusivos de la secuela Novela
Akihiro Kurata (倉田 明宏 Kurata Akihiro?)
El principal antagonista de la secuela de DokiDoki, quien revive a Goma y Lust, manipulando también a Hiromichi en sus fines. Comparte nombre con Akihiro Kurata de Digimon Savers, probablemente como una referencia.

## Transformaciones y ataques

### Cure Heart
- PreCure Love Link! (¡Lazo de Amor de PreCure!):

Es la frase de transormación que repite con el Lovely Commune y al final dice esta frase: 

“¡Amor abundante, Cure Heart!”

- My Sweet Heart! (¡Mi Dulce Corazón!):Es el ataque que usa Cure Heart colocando el Cure Lovead en Sharuru.

“¡Te lo envío, My Sweet Heart!”

- PreCure Heart Shoot! (¡Disparo de Corazón de PreCure!) Es el ataque que utiliza Cure Heart con la Flecha Corazón Amoroso.

“PreCure Heart Shoot!”

- Heart Dynamite! (¡Dinamita de Corazón!): Es el ataque que usa Cure Heart con la Mágica Tableta Encantadora

### Cure Diamond
- PreCure Love Link! (¡Lazo de Amor de PreCure!):

Es la frase que repite con el Lovely Commune y al final dice esta frase: 

“¡La luz de la sabiduría, Cure Diamond!”

- Twinkle Diamond! (¡Diamante Parpadeante!): El ataque que usa Cure Diamond colocando su Cure Lovead en Raquel.

“¡Brilla por favor, Twinkle Diamond!”

- PreCure Diamond Shower! (¡Ducha de Diamante de PreCure!): Es el ataque que utiliza Cure Diamond con su Flecha Corazón Amoroso

“¡PreCure Diamond Shower!”

- Diamond Swirkle! (¡Diamante Giratorio!): Cure Diamond realiza este ataque con la Mágica Tableta Encantadora

### Cure Rosetta
- PreCure Love Link! (Lazo de Amor de PreCure!):

Es la frase que repite con el Love Commune y al final dice esta frase: 

“¡Cálida como el sol, Cure Rosetta!”

- Rosetta Wall! (¡Muro Rosetta!): Ataque individual colocando el Cure Lovead en Lance.

“¡Rígido y fuerte! ¡Muro Rosetta!”

- PreCure Rosetta Reflection! (Reflejo Rosetta de PreCure!) Es el ataque que utiliza Cure Rosetta con la Flecha Corazón Amoroso para atacar a Jikochu.

“¡Pretty Cure, Reflejo Rosetta!”

- Rosetta Baloon! (Globo Rosetta!): ataque de Cure Rosetta con la Mágica Tableta Encantadora

"Globo Rosetta!, ¡Un, dos tres!"

### Cure Sword
- PreCure Love Link! (Lazo de Amor de PreCure!): Es la frase que repite con el Lovely Commune y al final dice esta frase:

“¡La espada del coraje! ¡Cure Sword!”

- ¡Holy Sword! (Espada Sagrada!

Es el ataque que utiliza Cure Sword colocando  el Cure Lovead a Dabyi para atacar a Jikochu.

"Espada Sagrada"

- PreCure Sparkle Sword! (Espada Destellante de PreCure!): ataque de Cure Sword con la Flecha Corazón Amoroso.

¡Pretty Cure, Espada Destellante!

- Sword Hurricane! (Huracán de Espadas!): ataque de Cure Sword con la Mágica Tableta Encantadora

Huracán de Espadas!

### Ataque en grupo
- PreCure Lovely Force Arrow! (Fuerte Flecha Encantadora de PreCure!: es el ataque con la Flecha Corazón Amoroso.

“¡Pretty Cure, Fuerte Flecha Encantadora!”

- PreCure Lovely Straight Flush! (Encantadora Escalera de Color de PreCure!): es el ataque con la Mágica Tableta Encantadora.

"¡Pretty Cure, Encantadora Escalera de Color!"

- PreCure Royal Lovely Straight Flush! (Real Encantadora Escalera de Color de PreCure!): es el ataque grupal con la Mágica Arpa Encantadora.

"¡Pretty Cure, Real Encantadora Escalera de Color!"

### Cure Ace
- PreCure Dress Up! (PreCure A Vestirse!): es la transformación de Aguri con la Paleta de Ojos Amor.

¡La carta del triunfo del amor! ¡Cure Ace!

- Ace Shot! (Tiro de As!): es el ataque de Cure Ace con el Carmin Beso de Amor.

¡Aparezcan colores! ¡Carmín Beso de Amor! ¡Por favor, late! ¡Tiro de As! ¡Bang!

- Ace Mirror Flash! (¡Destello del Espejo As!): es el ataque con la Mágica Tableta Encantadora.

¡Destello del Espejo As!

### Frase de presentación
- Es la frase que usan las Pretty Cure para presentarse.

¡Escuchad! ¡Los latidos del amor Doki Doki Pretty Cure!

## Objetos mágicos
- Lovely Commune: es el objeto mágico que utilizan las Pretty Cure para transformarse ya que cada hada tiene la habilidad de convertirse en este objeto para que las Pretty Cure se puedan transformar.
- Flecha Corazón Amoroso: es una especie de arco que utilizan las Pretty Cure para sus segundos ataques.
- Cure Loveads: es una especie de broche que usan las Pretty Cure para transformarse y atacar.
- Cristales Reales: son cristales provenientes del Reino de Trump.
- Paleta de Ojos Amor: es una especie de caja que contiene los Royals Crystals y ayuda a Aguri a transformarse en Cure Ace.
- Carmín Beso de Amor: es una especie de lápiz labial que usa Cure Ace para atacar.

## Reparto

### Japonés
- Hitomi Nabatame como Mana Aida.
- Minako Kotobuki como Rikka Hishikawa.
- Mai Fuchigami como Alice Yotsuba.
- Kanako Miyamoto como Makoto Kenzaki.
- Rie Kugimiya como Aguri Madoka.
- Kumiko Nishihara como Charles.
- Yuka Terasaki como Rachel.
- Ayaka Ohashi como Lance.
- Yumi Uchiyama como Dabyi.
- Yuka Imai como Ai

## Episodios
Ai y Aguri vienen del mismo reino y Aguri aparece cuando se encuentran todos los cristales reales, Ai es la que la encuentra y la que le da el estuche con el que se transforma en Cure Ace